# Franziska Hartmann

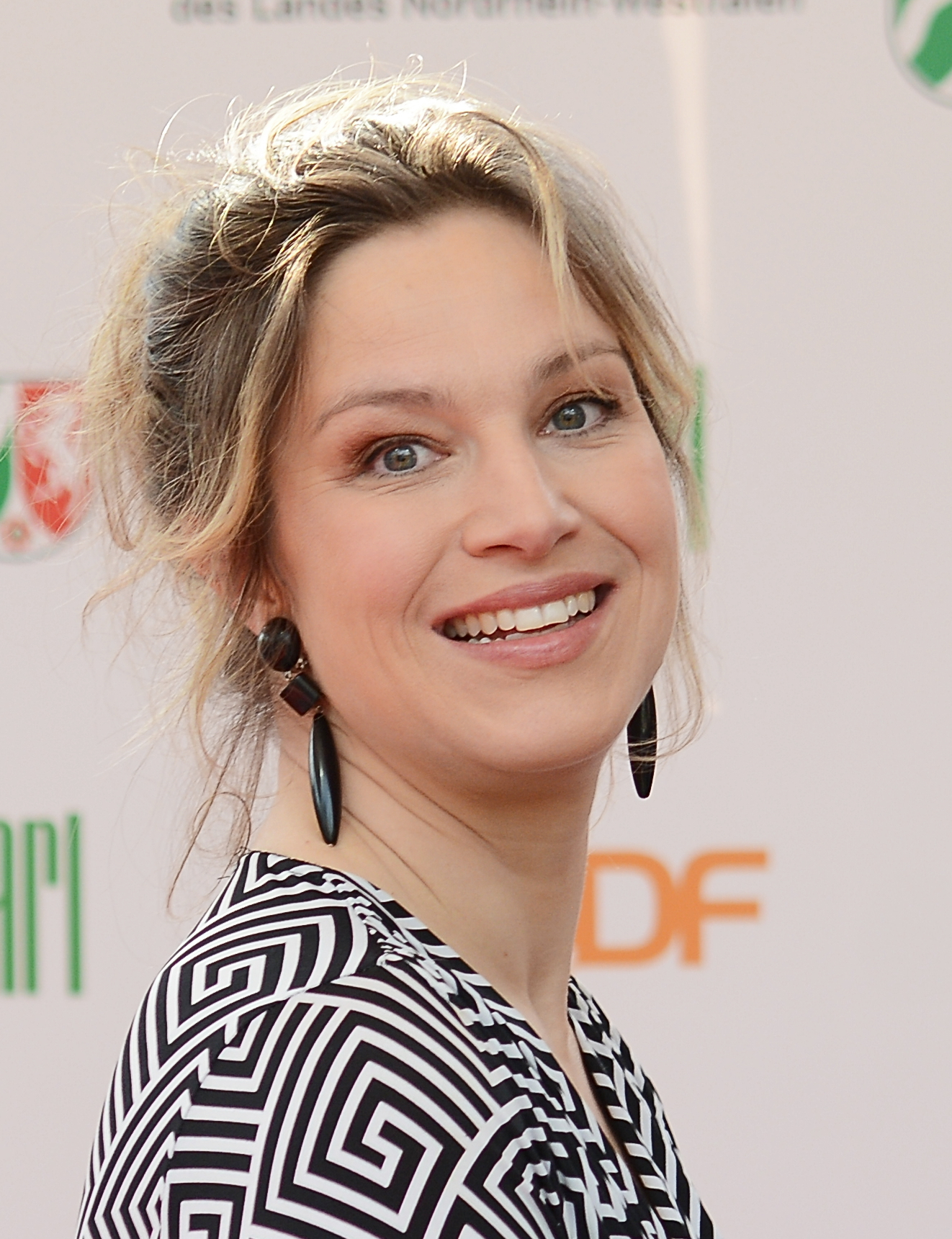
Franziska Hartmann bei der Verleihung des Grimme-Preises 2023

Franziska Hartmann (* 1984 in Starnberg) ist eine deutsche Schauspielerin sowie Hörbuch- und Synchronsprecherin.

## Leben
Franziska Hartmann wuchs mit vier Geschwistern im Süden von München auf. Von 2004 bis 2008 studierte sie Schauspiel an der Hochschule für Musik und Theater „Felix Mendelssohn Bartholdy“ Leipzig und sammelte von 2006 bis 2008 praktische Erfahrungen am „Schauspielstudio“ des Theaters Chemnitz. Von 2009 bis 2018 gehörte sie dem Ensemble des Thalia Theaters in Hamburg an. Seitdem arbeitet sie als freie Schauspielerin und ist weiterhin in zahlreichen Produktionen als Gast am Thalia Theater zu sehen. Seit 2007 ist sie auch im deutschen Fernsehen zu sehen. Durch ihre zahlreichen Filmrollen gewann sie unter anderem im Jahr 2020 die Auszeichnung der Deutsche Akademie für Fernsehen in der Kategorie Schauspielerin für ihre Hauptrolle in Sterne über uns. Im Jahr 2023 wurde der Film Neuland mit dem Grimme-Preis ausgezeichnet, in dem sie ebenfalls die Hauptrolle spielt. Im Jahr 2024 erhielt sie für ihre Hauptrolle in Monster im Kopf den Deutschen Schauspielpreis.
Hartmann lebt mit ihrem Mann, dem Schauspieler Pascal Houdus, in Hamburg. Das Paar hat zwei Kinder, die 2020 und 2023 geboren wurden.

## Filmografie (Auswahl)
- 2007: Tatort: Racheengel
- 2008: Polizeiruf 110: Taximord
- 2013: Am Ende ist man tot (Kino; Regie Daniel Lommatzsch)
- 2014: Die Zeit mit Euch
- 2016: Über Barbarossaplatz
- 2017: Helen Dorn: Gnadenlos
- 2017: Tatort: Borowski und das Fest des Nordens
- 2018: Tannbach – Schicksal eines Dorfes (2. Staffel, 1 Folge)
- 2018: Tatort: Déjà-vu
- 2018: Aufbruch in die Freiheit
- 2018: Der Mordanschlag (Zweiteiler)
- 2018: Der Anfang von etwas
- 2018: Wintermärchen
- 2019: Danowski – Blutapfel
- 2019: Sterne über uns
- 2019: All my loving
- 2018: Jupp, watt hamwer jemaht?
- 2019: Eine fremde Tochter (Fernsehfilm)
- 2020: Exil
- 2020: Wahrheit oder Lüge (Drama, ZDF)
- 2020: Tatort: Ich hab im Traum geweinet
- 2020: Stralsund: Blutlinien
- seit 2020: Helen Dorn (Fernsehfilmreihe)
  - 2020: Kleine Freiheit
  - 2021: Wer Gewalt sät
- 2020: Bilderkriegerin
- 2021: Tatort: Tödliche Flut
- 2022: Nord bei Nordwest – Der Ring
- 2022: Stralsund: Wilde Hunde
- 2022: Kalt (Fernsehfilm)
- 2022: Neuland (Miniserie, 6 Folgen)
- seit 2022: Katharina Tempel (Fernsehfilmreihe)
  - 2022: Was wir verbergen
  - 2024: Was wir fürchten
  - 2025: Was wir begehren
- 2023: Monster im Kopf
- 2023: Polizeiruf 110: Du gehörst mir
- 2024: Unter anderen Umständen: Nordwind

## Hörbücher (Auswahl)
- Verena Reinhardt: Die furchtlose Nelli, die tollkühne Trude und der geheimnisvolle Nachtflieger, Hörcompany, August 2017, ISBN 978-3-945709-56-6
- Paula McGrath: Dann rennen wir, GOYALiT/Jumbo Neue Medien & Verlag, Hamburg 2022, ISBN 978-3-8337-4477-8

## Auszeichnungen & Nominierungen
- 2017: Sonderpreis für darstellerische Leistung beim Fernsehfilmfestival Baden-Baden (gemeinsam mit Joachim Król und Bibiana Beglau) für Über Barbarossaplatz.[6]
- 2018: Deutscher Hörbuchpreis in der Kategorie Bestes Kinderhörbuch für Die furchtlose Nelli, die tollkühne Trude und der geheimnisvolle Nachtflieger (geschrieben von Verena Reinhardt).[7]
- 2019: Deutscher Fernsehpreis in der Kategorie Bester Fernsehfilm für Aufbruch in die Freiheit.[8]
- 2019: Goldene Kamera 2019 in der Kategorie Bester Fernsehfilm für Aufbruch in die Freiheit.[9]
- 2020: Nominiert für den Deutschen Schauspielpreis in der Kategorie Beste Schauspielerin in einer Hauptrolle für Sterne über uns.[10]
- 2020: Auszeichnung der Deutschen Akademie für Fernsehen (DAfF) in der Kategorie Schauspielerin – Hauptrolle für Sterne über uns.[11]
- 2023: Grimme-Preis 2023 für Neuland in der Kategorie Fiktion[12]
- 2023: Robert-Geisendörfer-Preis für Kalt in der Kategorie Fernsehen[13]
- 2024: Deutscher Schauspielpreis 2024 in der Kategorie Dramatische Hauptrolle für Monster im Kopf[14]